# (7514) 1986 ED
1986 إي دي (ويعرف أيضًا باسم (7514) 1986 إي دي وفق تسمية الكوكب الصغير) (بالإنجليزية: 1986 ED)‏ هو كويكب ضمن حزام الكويكبات؛ وترتيبه 7514 من حيث الاكتشاف.
اكتُشف هذا الجُرم الفلكي بواسطة تاكيشي أوراتا ‏ في 7 مارس 1986.

## وصلات خارجية
- (7514) 1986 ED في قاعدة بيانات مختبر الدفع النفاث لأجرام النظام الشمسي الصغيرة

- الاكتشاف · مخطط المدار ·  العناصر المدارية · المعلمات المادية

- (7514) 1986 ED على موقع ويكي سكاي: DSS2, SDSS, GALEX, IRAS, Hydrogen α, X-Ray, Astrophoto, Sky Map, Articles and images